# Zen (Empfehlungsdienst)
Zen (russisch Дзен) ist ein persönlicher Empfehlungsdienst, der Technologien des maschinellen Lernens verwendet. Der Dienst wurde ursprünglich von Yandex als Yandex Zen entwickelt. 2022 wurde das Nachrichtengeschäft nach Vorwürfen der Desinformation im Ukrainekrieg an VK verkauft.
Zen erstellt einen Feed mit Inhalten, der sich automatisch an die Interessen des Nutzers anpasst. Die Auswahl der Inhalte basiert auf der Analyse des Browserverlaufs, vom Benutzer angegebene Präferenzen, Standort, Tageszeit und anderen Faktoren.
Die Anzahl der aktiven Benutzer liegt bei über 20 Millionen wöchentlich.

## Technologie
Zen ist ein Beispiel für die Implementierung einer Technologie der künstlichen Intelligenz.
Um die Interessen und Vorlieben der Benutzer zu analysieren, nutzt Yandex Informationen über besuchte Seiten sowie vom Benutzer angegebene Interessen. Das System analysiert die Lieblingsseiten des Benutzers sowie andere Verhaltensweisen mit dem Ziel, ein einzigartiges Modell der Vorlieben des Benutzers zu erstellen. Mit wachsender Menge an Daten über den Nutzer können vom System relevantere und stärker themenbezogene Inhalte angeboten werden, einschließlich Inhalten aus Quellen, die dem Nutzer unbekannt sind. Zen passt sich dabei an veränderte Nutzerinteressen an.

Vorhersage der Nutzerinteressen durch kollaborative Filterung

Der Dienst ist als Bestandteil der Desktop- und Mobilversionen von Yandex Browser und in Yandex Launcher verfügbar.
Zen, Launcher und Browser gehören zur Technologiekategorie „Discovery“ (Dienste und Apps, die künstliche Intelligenz für die Anpassung an den Nutzer einsetzen).
Die Zen zugrunde liegende Technologie wurde von Yandex und CERN für den Einsatz im Large Hadron Collider angepasst. Sie dient der Bereitstellung detaillierter Analysen der Ergebnisse physikalischer Experimente im LHC.

## Geschichte
Im Jahr 1997 begann Yandex mit der Forschung in den Bereichen Sprachverarbeitung, Maschinelles Lernen und Empfehlungssysteme. 2009 entwickelte Yandex MatrixNet, einen Algorithmus für maschinelles Lernen, der einer der wichtigsten Komponenten für die Funktionsweise von Zen wurde.
Der erste Yandex-Dienst, in dem die Empfehlungstechnologie eingesetzt wurde, war Yandex.Music, das im September 2014 startete. Danach wurde diese Technologie in Yandex.Market und Yandex.Radio integriert.
Im Juni 2015 wurde eine Betaversion von Zen veröffentlicht. Zu Beginn wurden im Zen-Inhaltsfeed nur Inhalte aus den Medien angezeigt und der Dienst stand für lediglich 5 % der Nutzer von Yandex Browser auf Android mit einem registrierten Yandex-Konto zur Verfügung. Davor war Zen auf der Webseite zen.yandex.ru in experimenteller Form verfügbar.
In den folgenden Monaten wurden Zen weitere Inhaltstypen wie Bildgalerien, Artikel, Blogs, Foren und YouTube-Videos usw. Hinzugefügt.
Mit Stand vom April 2017 ist Zen in über 50 Sprachen und mehr als 100 Ländern verfügbar, einschließlich den USA, Indien und Brasilien.
Im August 2022 gab Yandex den Verkauf von Zen an VK bekannt. Im Gegenzug übernahm Yandex den Essenlieferdienst Delivery Club.

## Management
Stand 2021 war Anton Frolov der CEO des Dienstes.

## Finanzen
Im 2. Quartal 2016 erzielte Yandex mit Zen und anderen experimentellen Diensten einen Umsatz von 153 Millionen Rubel.

## Mitbewerber
Nach der Veröffentlichung von Zen gaben mehrere große Unternehmen bekannt, ebenfalls einen persönlichen Empfehlungsdienst anzubieten. Im Mai 2016 präsentierte die Mail.Ru Group ein ähnliches Projekt mit dem Namen Likemore, das Inhalte des sozialen Netzwerks VK (VKontakte) anbietet. Im August 2016 startete Google die Testversion eines ähnlichen Dienstes, mit dem Newsartikel empfohlen werden. Auch Apple und Facebook haben Newsdienste mit ähnlichen Funktionen gestartet.